# Stendaler Turm

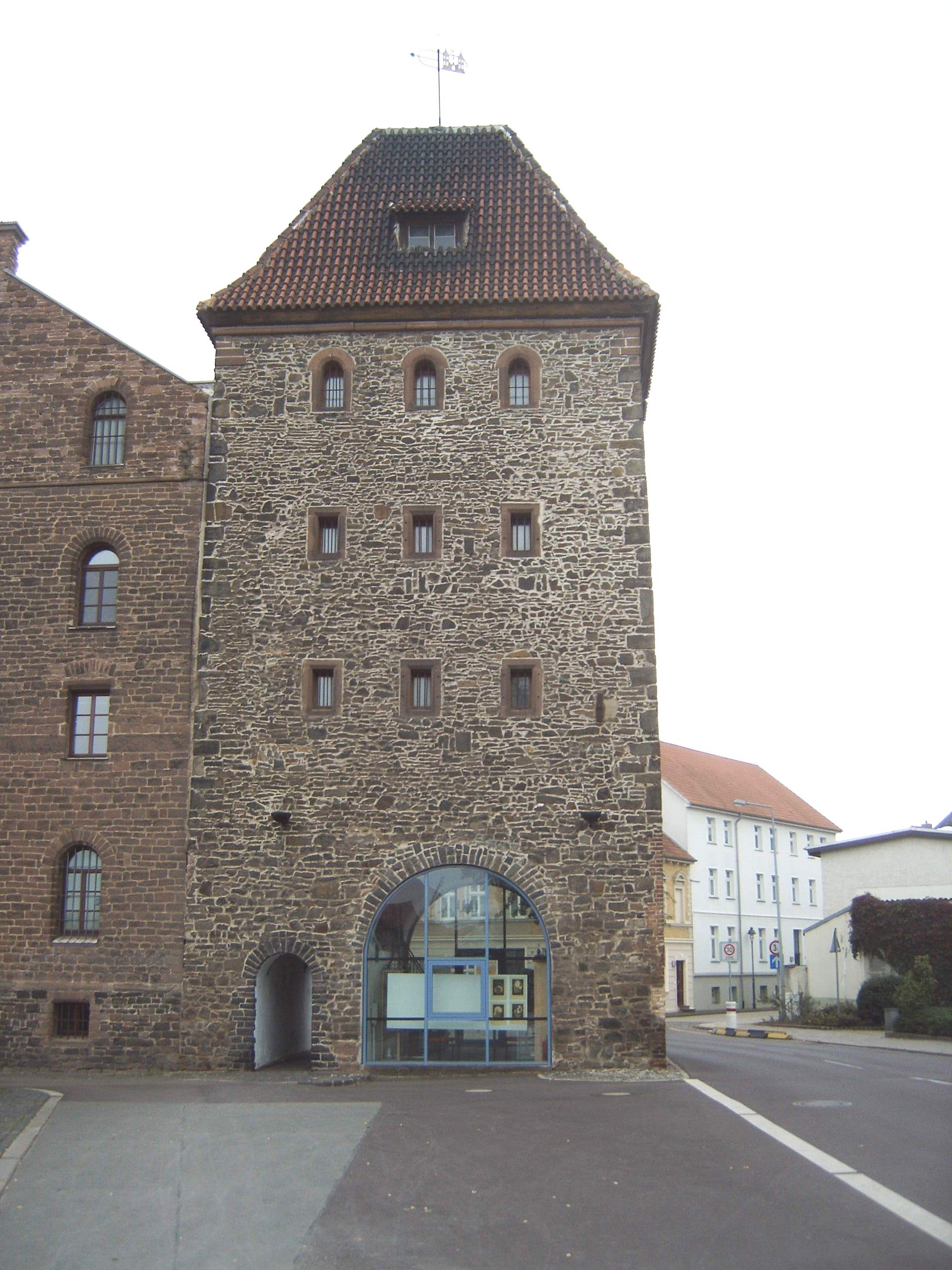
Stendaler Turm – stadtabgewandte Nordseite

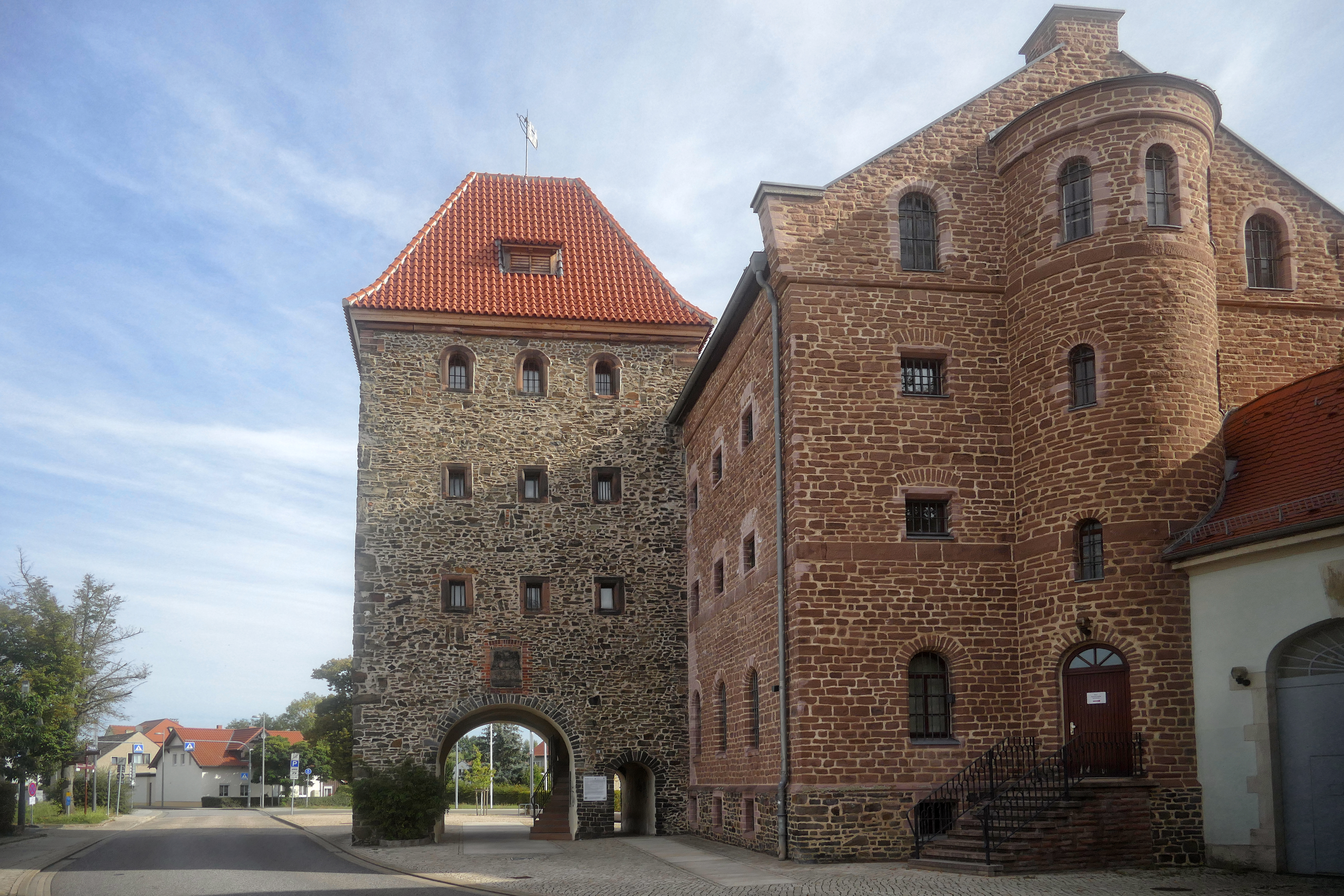
Ansicht von der Stadtseite September 2020 wieder mit offenem Durchgang

Der Stendaler Turm (auch Mühlentor genannt) ist ein Teil der mittelalterlichen Stadtbefestigung der Stadt Haldensleben.
Der Bau des an der Straße in Richtung Stendal erbauten Turms wird auf den Zeitraum Ende des 13./Anfang des 14. Jahrhunderts datiert. Der auf einem rechteckigen Grundriss von 9,10 Meter mal 6,45 Meter errichtete Turm beinhaltet eines der vier Stadttore Haldenslebens. Die Mauern des Erdgeschosses weisen eine Stärke von 1,36 Meter bis 1,40 Meter auf und sind damit etwas stärker als die in großen Teilen noch erhaltene Stadtmauer mit einer Stärke von 1,30 Meter.
Über dem stadtseitigen Torbogen befinden sich die Reste eines Torbogens in Türgröße. Dies wird als Hinweis auf eine ursprüngliche Funktion als Gußerker gesehen. Auch vermauerte Schlitzfenster und Reste eines Zinnenkreuzes stammen aus mittelalterlicher Zeit. Auf einer über dem Torbogen befestigten Steinplatte von 1593 ist die Inschrift „Wenn der Herr nicht seine Hand über die Stadt hält müht sich umsonst, wer sie schützen will“ zu lesen.
Im 19. Jahrhundert diente der Turm als Gefängnis. Anfang des 20. Jahrhunderts erhielt der Turm sein heutiges Pfannenwalmdach.
In den Jahren 1988 und 1989 wurden Turm und Stadtmauer saniert. Die Tordurchfahrt und die Torfenster erhielten dabei ihre heutige Gestaltung. Im so im alten Torweg entstandenen verglasten Raum sind heute touristische Angebote untergebracht.
Koordinaten: 52° 17′ 34,9″ N, 11° 24′ 43,5″ O